# NGC 925
NGC 925 este o galaxie spirală barată situată în constelația Triunghiul. A fost descoperită în 13 septembrie 1784 de către William Herschel. Se află la o distanță de 9,55 megaparseci de Pământ.